# Ashford Hill
Ashford Hill – wieś w Anglii, w hrabstwie Hampshire, w dystrykcie Basingstoke and Deane. Leży 34 km na północ od miasta Winchester i 78 km na zachód od Londynu.